# Coro nuziale
Il Coro nuziale (o, erroneamente, Marcia nuziale) è una marcia (Treulich geführt) facente parte dell'opera Lohengrin di Richard Wagner eseguita all'inizio del terzo atto. Viene comunemente associata all'entrata della sposa durante le nozze. In numerosi film si fa uso della marcia nelle scene relative al matrimonio.
Non essendo un brano religioso, la sua esecuzione può non essere sempre autorizzata all'interno di luoghi di culto. Alcuni esponenti del luteranesimo e dell'ebraismo si sono inoltre espressi negativamente nei confronti dell'uso della musica di Wagner.

## Testo
Anche se, durante i matrimoni, il brano è solitamente suonato su un organo senza canto vocale, in Lohengrin la festa di nozze si svolge sul seguente testo cantato all'inizio del terzo atto.
wo euch der Segen der Liebe bewahr'!
Siegreicher Mut, Minnegewinn
eint euch in Treue zum seligsten Paar.
Streiter der Tugend, schreite voran!
Zierde der Jugend, schreite voran!
Rauschen des Festes seid nun entronnen,
Wonne des Herzens sei euch gewonnen!

Duftender Raum, zur Liebe geschmückt,
nehm' euch nun auf, dem Glanze entrückt.
Treulich geführt ziehet nun ein,
wo euch der Segen der Liebe bewahr'!
Siegreicher Mut, Minne so rein
eint euch in Treue zum seligsten Paar.»
Dove la benedizione dell'amore vi proteggerà!
Il coraggio trionfale, la ricompensa dell'amore,
Vi unisce in fede come la più felice delle coppie!
Campione della virtù, procedi!
Gioiello di gioventù, procedi!
Fuggite ora dagli splendori della festa nuziale,
Le delizie del cuore siano le vostre!

Questa stanza dal dolce profumo, addobbata per l'amore,
Ora vi accoglie, lontano dallo sfarzo.
Guidati con fedeltà, venite ora qua,
Dove la benedizione dell'amore vi proteggerà!
Trionfante coraggio, amore così puro,
Vi unisce in fede come la più felice delle coppie!»
Otto donne cantano una benedizione su una melodia separata.
zu Freude weihn euch wir.
In Liebesglücks Geleite
denkt lang’ der Stunde hier!»
Così noi vi consacriamo alla gioia.
Guidati dalle delizie dell'amore,
Pensate a lungo a quest'ora!»
Il coro poi ripete la prima sezione, avviandosi gradualmente fuori scena.